# Ярцев Павло Петрович

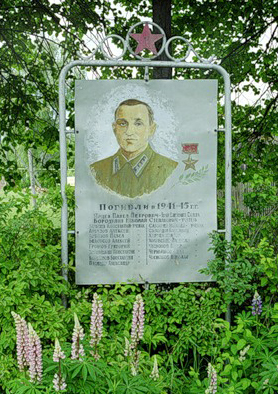
Пам'ятний знак Павлу Петровичу Ярцеву на Батьківщині — в селі Нові Горки Івановської області РФ

Я́рцев Павло́ Петро́вич (* 12 (25) липня 1916 — † 6 вересня 1943) — Герой Радянського Союзу, в часи Німецько-радянської війни — парторг 2-го стрілецького батальйону 1085-го гвардійського стрілецького полку 322-ї стрілецької дивізії 17-го гвардійського стрілецького корпусу 13-ї армії Центрального фронту. Старший лейтенант.

## Біографія
Народився 25 липня 1916 року в селі Нові Горки нині Лежневского району Івановської області в сім'ї селянина. Росіянин. Закінчив Івановський комунально-будівельний технікум. Працював техніком в Ярославлі.
У вересні 1937 року призваний до лав РСЧА. Брав участь в операції по приєднанню Західної України і Західної Білорусі до Радянського Союзу (вересень — жовтень 1939 р.), фінській кампанії (листопад 1939 — січень 1940 рр.)
Член ВКП(б) з 1940 року. Закінчив Ленінградське військово-політичне училище імені Енгельса.
На фронтах Німецько-радянської війни з 1941 року. Відзначився в боях на Курській дузі: 26 серпня 1943 року при прориві оборони противника на захід від міста Дмитровськ Орловської області особистим прикладом захоплюючи за собою бійців, підняв в атаку стрілецьку роту. У рукопашній сутичці особисто знищив сімнадцять гітлерівців.

## Звання Героя Радянського Союзу
26 серпня 1943 року розпочалася Чернігівсько-Прип'ятська наступальна операція військ Центрального фронту. На Борзенському напрямку наступ вівся з плацдарму в районі Нових Млинів силами 322-ї стрілецької дивізії 17-го гвардійського стрілецького корпусу (командир — полковник Лащенко Петро Миколаєвич).
З подання на присвоєння старшому лейтенанту Ярцеву П. П. звання Героя Радянського Союзу:

| «В ніч на 6 вересня 1943 року під сильним вогнем ворога парторг Ярцев з передовою групою полку одним з перших переправився через Сейм південно-східніше Нових Млинів, організував відбиття контратак противника. У критичний момент він замінив убитого кулеметника і точним вогнем зірвав контратаку фашистів. Убитий осколком снаряда, впав командир мінометного розрахунку. Парторг став на його місце. До пізнього вечора десантники відбили декілька контратак гітлерівців і утримали плацдарм. Наступним завданням було розширення плацдарму і визволення села Нові Млини. 6 вересня 1943 року бої точилися вже не вулицях села. Залишилася остання ворожа вогнева точка — хата на околиці села. Ярцев з групою бійців приховано підібрався до будинку і закидав кулеметника гранатами, але сам загинув від випадкової кулі». |
Указом Президії Верховної Ради СРСР від 16 жовтня 1943 року «за зразкове виконання бойових завдань командування на фронті боротьби з німецько-фашистськими загарбниками проявлені при цьому мужність і героїзм» старшому лейтенантові Ярцеву Павлу Петровичу присвоєне звання Героя Радянського Союзу (посмертно).
Похований Павло Петрович Ярцев в братській могилі в селі Нові Млини. В Росії в рідному селі Героя Нові Горки Івановської області його ім'ям названі вулиця і школа.